# 源仲頼
源 仲頼（みなもと の なかより）は、平安時代後期の貴族・歌人、鎌倉幕府の御家人。卜部兼仲の子。源資遠の養子。官位は従五位下・筑後守。

## 経歴
鳥羽法皇・後白河法皇の北面武士として活躍し、保元2年（1157年）に左衛門少尉となり、承安年間には検非違使となる。『尊卑分脈』の柱には平清盛の訴えで讃岐国に配流されたと記されている。記録上の裏付けは取れないものの、院近臣として反平家活動に加担していた可能性は否定できない。その後、源頼朝にも接近し、文治元年（1185年）の勝長寿院供養に参列して鎌倉幕府の御家人として認識されている。この頃、叙爵を受け（『玉葉』文治2年10月20日条）、建久年間に筑後守に任ぜられた。
『千載和歌集』に2首採録されるなど歌人としても知られた。